# Хуршиджон Турсунов
Хуршиджон Турсунов (5 серпня 1994) — узбецький плавець.
Учасник Олімпійських Ігор 2020 року, де в попередніх запливах на дистанції 100 метрів вільним стилем посів 41-ше місце і не потрапив до півфіналів.